# Miljevci (Nova Bukovica)
Miljevci je naselje u Republici Hrvatskoj, u sastavu Općine Nova Bukovica, Virovitičko-podravska županija. 

## Stanovništvo
Prema popisu stanovništva iz 2011. godine, naselje je imalo 319 stanovnika te 114 obiteljskih kućanstava.
| broj stanovnika | 436   | 430   | 468   | 490   | 583   | 710   | 783   | 866   | 854   | 913   | 770   | 620   | 480   | 441   | 352   | 317   | 223   |
|                 | 1857. | 1869. | 1880. | 1890. | 1900. | 1910. | 1921. | 1931. | 1948. | 1953. | 1961. | 1971. | 1981. | 1991. | 2001. | 2011. | 2021. |

## Povijest
Selo su osnovali Slovaci oko 1836. koji su došli na poziv grofova Pejačević krčiti šume i pretvarati ih u plodne oranice. Trenutno oko trećine stanovništva ima slovačke korijene, a 2004. osnovana je i Matica Slovačka koja organizira smotru folklora "Miljevački dani kukuruza".

## Crkva
U selu se nalazi kapelica Sveta Mala Terezija koja pripada katoličkoj župi Uznesenja BDM
u Novoj Bukovici, te slatinskom dekanatu Požeške biskupije. Mještani kirvaj slave na blagdan Krista Kralja u mjesecu studenom. 

## Škola
Područna škola do 4. razreda radi u sklopu Osnovne škole "Vladimir Nazor" Nova Bukovica.

## Sport
- NK Mladost Miljevci – osnovan 1930.

## Ostalo
- Matica Slovačka u Miljevcima – Matica Slovenska v Milevcima

## Vanjske poveznice
- http://www.novabukovica.hr/
- https://www.savez-slovaka.hr/hr/miljevci
- http://www.novabukovica.hr/Zupa_BDM.htm%5Bneaktivna+poveznica%5D
- http://os-vnazora-novabukovica.skole.hr  Arhivirana inačica izvorne stranice od 13. svibnja 2019. (Wayback Machine)